# 옥계역
옥계역(Okgye station, 玉溪驛)은 강원특별자치도 강릉시 옥계면에 위치한 영동선의 철도역이다.
여객 취급은 하지 않으며, 주로 옥계역은 인근 시멘트 공장에서 생산되는 시멘트를 수송하는 역할을 하고 있다.

## 역명 유래
본래 우곡현, 우계면으로 불려왔으나 조선시대에 이르러 "기후 옥천우계"의 의미로서 "옥계면"이라고 개칭하여 옥계라 한데서 비롯되었다.

## 역사
- 1961년 5월 5일 : 영업 개시[1]
- 1962년 11월 25일 : 구 역사 신축 준공
- 1988년 1월 1일 : 소화물 취급 중지[2]
- 2008년 1월 1일 : 여객 취급 중지 및 철도승차권 단말기 철거
- 2016년 1월 : 구 역사 철거